# Мюллер, Август (ориенталист)
Фридрих Август Мюллер (нем. Friedrich August Müller, 3 декабря 1848, Штеттин — 12 сентября 1892, Кёнигсберг) — немецкий ориенталист.
Был профессором в Университете Галле и Лейпцигском университете.
В 1892 году стал профессором восточной филологии в Кёнигсбергском университете.
Получил широкую известность не только среди арабистов, но и среди всех специалистов по востоковедению предпринятым им в 1887 г., по почину и с материальной поддержкой Германского общества ориенталистов, изданием нем. «Orientalishe Bibliographie»

## Основные сочинения
- «Hebräische Schulgrammatik» (Галле, 1878)
- «Der Islam im Morgen und Abendland» (в «Allgemeine Geschichte» Онкена, Б., 1885—1887)
- «Türkische Grammatik» (Берлин, 1889).
- История ислама с основания до новейших времен / Пер. с нем. под ред. прив.-доц. Н. А. Медникова. Т. 1-4. — Санкт-Петербург, 1895—1896. Т. 1, Т. 2, Т. 3, Т. 4

Он обработал также 4 и 5 изд. «Арабской грамматики» Каспари (Галле, 1876 и 1887), а для «Sacred books of the Old Testament» Гаупта (Лейпциг и Балтимор, 1893 и след.) сделал перевод «Притчей».